# Brasilia Open
Il Brasilia Open è stato un torneo di tennis facente parte dell'ATP Tour giocato solo nel 1991.
L'evento si è tenuto a Brasilia in Brasile su campi in sintetico.

## Albo d'oro

### Singolare
| Anno | Vincitore    | Finalista      | Punteggio     |
| ---- | ------------ | -------------- | ------------- |
| 1991 | Andrés Gómez | Javier Sánchez | 6–4, 3–6, 6–3 |

### Doppio
| Anno | Vincitori                  | Finalisti                      | Punteggio |
| ---- | -------------------------- | ------------------------------ | --------- |
| 1991 | Kent Kinnear / Roger Smith | Ricardo Acioly / Mauro Menezes | 6–4, 6–3  |